# Minniza vermis
Minniza vermis es una especie de arácnido del orden Pseudoscorpionida de la familia Olpiidae.

## Distribución geográfica
Se encuentra en Grecia y en el norte de África.